# 兰泰勒
兰泰勒（法語：Linthelles，法語發音：[lɛ̃tɛl]）是法国马恩省的一个市镇，属于埃佩尔奈区。

## 地理
兰泰勒（48°43'0"N, 3°49'20"E）面积11.02 平方千米，位于法国大東部大區马恩省，该省份为法国东北部内陆省份，北起阿登省，西北接埃纳省，西南接塞纳-马恩省，南至奥布省，东南接上马恩省，东临默兹省。
与兰泰勒接壤的市镇（或旧市镇、城区）包括：圣卢、盖村、兰特、佩阿、普勒尔、圣雷米苏布鲁瓦。

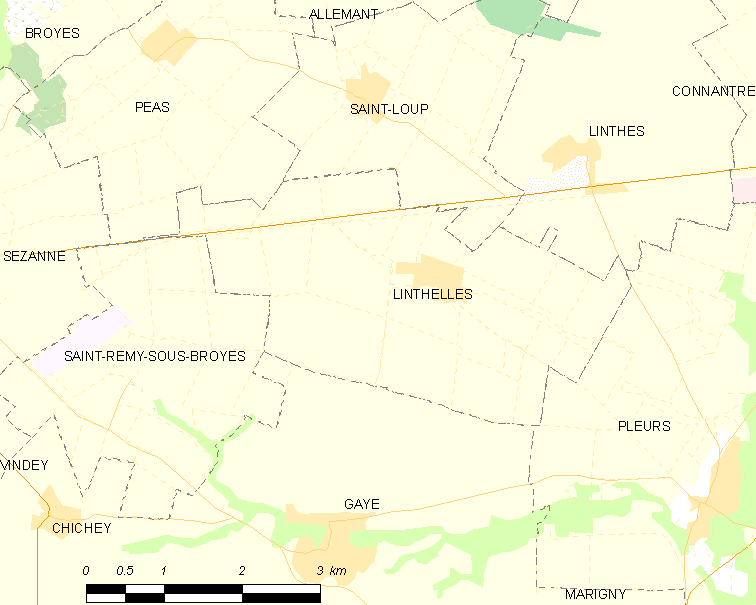
兰泰勒的OSM定位图

兰泰勒的时区为UTC+01:00、UTC+02:00（夏令时）。

## 行政
兰泰勒的邮政编码为51230，INSEE市镇编码为51323。

## 政治
兰泰勒所属的省级选区为塞扎讷-布里-香槟县。

## 人口

1962-2008年间兰泰勒人口变化图示

兰泰勒于2022年1月1日时的人口数量为105人。